# Aurel Popovic
Aurel Popovici (Lugoj, 16 d'octubre de 1863 - Ginebra, 9 de febrer de 1917) va ser un polític i jurista romanès.
Nascut a la regió multiètnica de Banat, part de l'Imperi Austrohongarès, va estudiar primer a les escoles de Brașov i Beiuş, i per estudiar medicina es va traslladar a Viena i a Graz,
Juntament amb altres intel·lectuals romanesos del Partit Nacional Romanès va signar el memoràndum de Transsilvània (1892), un document on es demanava la igualtat de drets per a les persones de llengua romanesa de la regió, respecte de la prevaricant minoria hongaresa i el fi dels intents de hongarització de l'àrea.
L'any 1906 va proposar la federació de la monarquia austrohongaresa, amb la presentació del projecte dels Estats Units Gran Àustria.
Va ser enterrat al cementiri del costat de l'església de Sant Nicolau de Brașov.